# Celso de Mello
José Celso de Mello Filho (Tatuí, 1 de noviembre de 1945) es un jurista y magistrado brasileño. Fue ministro del Supremo Tribunal Federal (STF) de 1989 hasta 2020. Fue presidente de aquella corte de 1997 a 1999.
Se formó por la Universidad de São Paulo en 1969 y fue miembro del Ministerio Público del Estado de São Paulo desde 1970, hasta ser nombrado para la Suprema Corte por el presidente de la República José Sarney.
Conocido por sus votos largos y didácticos, posee una formación liberal y de ideas progresistas.

## Primeros años y educación
José Celso de Mello Filho nació en Tatuí, São Paulo, en 1 de noviembre de 1945. Su padre, José Celso de Mello, y su madre, Maria Zenaide de Almeida Mello, ambos profesores, lo inscribieron en la Escuela Modelo e Instituto de Educación Barão de Suruí, donde Celso curso la primaria y la secundaria. Viajó de 1963 a 1964 para los Estados Unidos de América a fin de completar sus estudios en Robert E. Lee Senior High School en Jacksonville, Florida.

## Carrera
Celso de Mello se formó bacharel en derecho por la Facultad de Derecho de la Universidad de São Paulo en 1969. Se hizo fiscal de Justicia del Ministerio Público del Estado de São Paulo en 1970, aprobado en primer lugar en concurso público de pruebas y títulos, actuando en la Comarca de Cândido Moto, interior del Estado de São Paulo. Su actuación como fiscal ganó notoriedad pues actuaba con independencia y hacía duras críticas a las torturas e ilegalidades practicadas durante la dictadura militar de 1964.
Fue asistente jurídico del secretario de la Cultura, Ciencia y Tecnología del Estado de São Paulo, José Mindlin, de 1975 a 1976, y asesor jurídico del presidente de la Comisión de Constitución y Justicia de la Asamblea Legislativa de São Paulo, diputado Flavio Bierrenbach, de 1979 a 1980.
Fue, también, profesor de derecho civil en la Pontificia Universidad Católica de São Paulo en 1977 y 1978.
En 1985, fue nombrado por el presidente José Sarney para el cargo de asesor jurídico del Gabinete Civil de la Presidencia de la República. En ese año y en el siguiente, representó el Gabinete Civil en  un grupo de trabajo liderado por el procurador-general de la República Sepúlveda Pertenencia para elaborar el anteproyecto de la Ley Orgánica del Ministerio Público de la Unión.
En 1986, fue nombrado secretario general por Saulo Ramos en la Consultoría General de la República, teniendo por diversas veces ejercido interinamente o el cargo de consultor general.
Integró por tres veces, en 1988 y 1989, la lista para llenar de vacante de juez del Tribunal de Justicia del Estado de São Paulo a través del quinto constitucional.

### Supremo Tribunal Federal
En 1989, Celso de Mello fue propuesto por José Sarney para el cargo de ministro del Supremo Tribunal Federal (STF). La propuesta fue aprobada el día 6 de junio por Senado Federal con 47 votos favorables y 3 contrarios, y Mello tomó posesión en 17 de agosto. En 1997, a los 51 años de edad, tomó posesión en la presidencia del STF, para los años 1997/1999, siendo el más joven presidente de aquel tribunal desde su fundación. Con la jubilación del ministro Sepúlveda Pertenencia en 17 de agosto de 2007, fecha en que también se completaron dieciocho años desde la posesión del ministro Celso de Mello, este se hizo decano (miembro más antiguo) del STF.
Los votos proferidos por el ministro Celso de Mello representan la  destacada contribución para el perfeccionamiento de la jurisprudencia constitucional del STF después de la promulgación de la Constitución Federal de 1988 y han servido de base para la construcción de nuevas líneas de pensamiento en el ámbito de la doctrina brasileña de la Ciencia del Derecho, sobre todo en el campo del Derecho Público, especialmente en el tocante a la investigación acerca del control, por el Poder Judicial, de la legalidad de los actos administrativos y de la constitucionalidad de los actos parlamentarios, así como en el que se refiere al examen de los límites a los poderes estatales en faz de la protección de los derechos fundamentales.

#### Decisiones controversiales

##### Decisión en la asignación
El día 18 de septiembre de 2013, Celso de Mello ganó amplio destaqué en la prensa brasileña al desempatar favorablemente la votación en el Supremo Tribunal Federal (STF) sobre admisión o no de los embargos infringentes en la Acción Penal 470 (Escándalo de las mensualidades).

##### Orden judicial contra el arresto
En 5 de julio de 2016, tomó una decisión controversial y contraria a la jurisprudencia del STF, al ignorar la orientación fijada por el plenario y conceder una orden para suspender la ejecución de mandado de prisión del Tribunal de Justicia de Minas Generales, que determinó el saludo de la pena de un reo antes de agotada todas las oportunidades de recurso. En febrero del mismo año, por 7 votos a 4, el STF hubo decidido que era posible efectuar la prisión antes del tráfico en juzgado de la condena. El reo beneficiado por la orden concedida por Celso de Mello fue condenado por el Tribunal del Jurado de Bello Horizonte por los crímenes de homicidio calificado y ocultación de cadáver a una pena de 16 años y 6 meses de reclusión, a ser cumplida en régimen inicialmente cerrado. A pesar de ser una decisión controversial y contraria a la jurisprudencia del STF, ella coincide con las decisiones anteriores de Celso, como por ejemplo el día 27 de septiembre de 2010, en que Celso de Mello concedió un Habeas corpus la Giselma Carmem Campos Carneiro Magalhães, mandante del asesinato del entonces exmarido, Humberto Magalhães, en la época ejecutivo de la Friboi (actual JBS, hoy envuelta en incontables casos de corrupción). Giselma intentó incriminar su propio hijo del asesinato del padre. Lo más curioso de esta decisión, es que Paulo, el autor de los disparos que arrebato la vida de Humberto, Osmar, intermediario del executor, y Kairon, hermano de Giselma y contratado por ella para asesinar Humberto, continúan prendidos. Todos confesaron el crimen y la participación de Giselma como mandante.

#### Otras decisiones
En octubre de 2019, el ministro Celso de Mello, fue el segundo a votar por la condena del exministro Geddel Vieira Lima y de su hermano, el exdiputado Lúcio Vieira Lima, por el crimen de lavado de dinero en el caso de los 51 millones de reales en dinero encontrados en un apartamento en Salvador. Según Celso de Mello, "el cotejo de las pruebas permite concluir con seguridad" que los hermanos Vieira Lima tuvieron la intención de ocultar en el apartamento "la increíble suma de 51 millones de reales, a fin de posteriormente reintroducir esa suma, ese valor, en la economía formal", configurando así el lavado de dinero, afirmó el ministro.
En abril de 2020, Mello autorizó la investigación del presidente Jair Bolsonaro en relación con la acusación de interferencia en la Policía Federal (PF), como denunció el exjuez Sérgio Vivo después del pedir despido del cargo de Ministro de la Justicia y Seguridad Pública. El pedido de apertura fue encaminado el día 24 de abril por el procurador general de la República, Augusto Aras.

## Vida personal
Celso de Mello tiene dos hijas, Ana Laura Campos de Mello y Sílvia Renata Campos de Mello, con la profesora Maria de Lourdes Campos de Mello.

## Publicaciones

### Libros
- MELLO FILHO, José Celso en. Algunas consideraciones sobre el petróleo y la orden internacional. En: ROSADO, Marilda (Coord.). Estudios y parezcas: derecho del petróleo y gas. Río de Janeiro: Renovar, 2005. p. 29-33.
- ______. Constitución Federal anotada. 2. ed. São Paulo: Saraiva, 1986. 640 p.
- ______. Democratización del Poder Judicial y acceso a la justicia. En: CONFERENCIA INTERNACIONAL DE DERECHOS HUMANOS, 1., 1997, Brasilia. Anais... Brasilia: Consejo Federal de la Orden de los Abogados de Brasil: 1997, p. 429 a 442. STF
- ______. Notas sobre el Supremo Tribunal: Imperio y República. 2. ed. Brasilia: Supremo Tribunal Federal, 2007. 34 p. En PDF

### Artículos
- Algunas reflexiones sobre la cuestión judicial. Revista del Abogado, v. 24, n.º 75, p. 43-53, abr. 2004.
- Criminalidad juvenil y reducción de la edad de la responsabilidad penal. Revista de la Esmesc, v. 4, n.º 5, p. 13-18, nov. 1998.
- Reflexiones sobre los Derechos Básicos de la Persona Humana. Universitas/Jus, n.º 1, p. 9-24, ene./jun. 1998.
- Quadragésimo noveno aniversario de la declaración universal de los derechos del hombre (Pronunciamiento hecho en la 41 sección ordinaria del STF). Síntesis Laboral, v. 9, n.º 104, p. 122-125, feb. 1998.
- La cuestión judicial. Revista Ajufe, v. 17, n.º 58, p. 13-23, mar.-sep. 1998; Cuadernos de Derecho Tributario y Finanzas Públicas, v. 6, n.º 22, p. 9-14, ene.-mar. de 1998.
- Las medidas provisionales en el sistema constitucional brasileño. Revista Jurídica de Osasco, n.º 1, p. 7-19, ene.-dic. 1994.
- Consideraciones sobre las medidas provisorias. Revista de la Procuraduría General del Estado de São Paulo, n.º 33, p. 203-225, jun. 1990.
- Investigación parlamentario provincial: las comisiones especiales de interrogatorio. Justicia, v. 45, n.º 121, p. 155-160, abr.-jun. 1983.
- Suplente de diputado provincial. Justicia, v. 45, n.º 120, p. 228-233, ene.-mar. 1983.
- La inmunidad de los diputados provinciales. Justicia, v. 43, n.º 114, p. 165-169, jul.-sep. 2020.
- Crimen de responsabilidad: proceso y juicio de gobernador de estado. Justicia, v. 42, n.º 109, p. 98-101, abr.-jun. 1980.
- Aspectos de la elaboración legislativa. Justicia, v. 42, n.º 108, p. 58-62, ene.-mar. 1980
- La libertad de asociación y la extinción de los partidos políticos. Justicia, v. 41, n.º 107, p. 27-31, oct.-dic. 1979.
- La tutela judicial de la libertad. Revista de Jurisprudencia del Tribunal de Justicia del Estado de São Paulo, v. 13, n.º 60, p. 23-34, sep.-oct. 1979.
- El derecho constitucional de reunión. Revista de Jurisprudencia del Tribunal de Justicia del Estado de São Paulo, v. 12, n.º 54, p. 19-23, sep.-oct. 1978.
- Notas sobre las fundaciones. Revista de jurisprudencia del Tribunal de Justicia del Estado de São Paulo, v. 11, n.º 49, p. 13-19, nov.-dic. 1977.
- El derecho del acusado a la publicación del pliego por la prensa. Justicia, v. 38, n.º 94, p. 169-173, jul.-sep. de 1976; Revista Interamericana de Derecho Procesal Penal, v. 2, n.º 5, p. 7-11, ene.-mar. de 1977.
- Notas sobre en el actual código de proceso civil: sus efectos. Justicia, v. 36, n.º 86, p. 59-62, jul.-sep. de 1974.
- El embargo extrajudicial de obra nueva en el código de proceso civil. Revista de los Tribunales, São Paulo, v.63, n.º 460, p. 74-76, feb. 1974; Justicia, v.36, n.º 84, p. 227-229, ene.-mar. de 1974.
- La cuestión de la eficacia ejecutiva del cheque. Justicia, v. 35, n.º 81, p. 63-67, abr.-jun. 1973.
- El depósito judicial en la bancarrota preventiva: su naturaleza y su objeto (artículo 175, párrafo único, n. 1 de la ley de falencias). Justicia, v. 34, n.º 76, p. 101-104, ene.-mar. 1972.

## Premio
- 2019: ganó un premio de la Asociación Nacional de Periódicos (ANJ), un homenaje por defender la libertad de prensa.[17]
- 2019: Personalidad del año, premio Hace diferencia 2019, del El Globo en asociación con la Firjan.[18]